# 잃어버린 세계 (1960년 영화)
잃어버린 세계(The Lost World)는 미국에서 제작된 어윈 알렌 감독의 1960년 영화이다. 마이클 레니 등이 주연으로 출연하였고 어윈 알렌 등이 제작에 참여하였다.

## 출연

### 주연
- 마이클 레니
- 질 세인트 존

### 조연
- 데이비드 헤디슨
- 클로드 레인스
- 페르난도 라마스
- 리처드 헤이든
- 레이 스트릭린
- 제이 노벨로
- 비티나 마커스
- 이안 울프

## 제작진
- 원작자: 아서 코난 도일
- 세트: 월터 M. 스콧
- 세트: 조셉 키시
- 세트: 존 스튜트밴트
- 의상: 폴 자스텁네비치
- Ass-PD: 클리프 레이드